# Worldloppet Cup 2018
Der Worldloppet Cup 2018 ist eine vom Weltskiverband FIS sowie dem Worldloppet-Verband ausgetragene Wettkampfserie im Skilanglauf. Sie begann am 21. Januar 2018 mit dem Dolomitenlauf in Lienz und endet am 11. März 2018 mit dem Engadin Skimarathon in Samedan.

## Männer

### Resultate
| 1. Worldloppet Cup in Lienz – Dolomitenlauf | 1. Worldloppet Cup in Lienz – Dolomitenlauf | 1. Worldloppet Cup in Lienz – Dolomitenlauf | 1. Worldloppet Cup in Lienz – Dolomitenlauf | 1. Worldloppet Cup in Lienz – Dolomitenlauf |
| ------------------------------------------- | ------------------------------------------- | ------------------------------------------- | ------------------------------------------- | ------------------------------------------- |
| Datum                                       | Disziplin                                   | Erster Platz                                | Zweiter Platz                               | Dritter Platz                               |
| 21. Januar 2018                             | 60 km Freistil                              | Adrien Mougel                               | Gérard Agnellet                             | Benoît Chauvet                              |

| 2. Worldloppet Cup im Oberammergau – König-Ludwig-Lauf | 2. Worldloppet Cup im Oberammergau – König-Ludwig-Lauf | 2. Worldloppet Cup im Oberammergau – König-Ludwig-Lauf | 2. Worldloppet Cup im Oberammergau – König-Ludwig-Lauf | 2. Worldloppet Cup im Oberammergau – König-Ludwig-Lauf |
| ------------------------------------------------------ | ------------------------------------------------------ | ------------------------------------------------------ | ------------------------------------------------------ | ------------------------------------------------------ |
| Datum                                                  | Disziplin                                              | Erster Platz                                           | Zweiter Platz                                          | Dritter Platz                                          |
| 4. Februar 2018                                        | 50 km klassisch                                        | Tore Bjørseth Berdal                                   | Ivan Perrillat Boiteux                                 | Riccardo Mich                                          |

| 3. Worldloppet Cup in Mouthe – Transjurassienne | 3. Worldloppet Cup in Mouthe – Transjurassienne | 3. Worldloppet Cup in Mouthe – Transjurassienne | 3. Worldloppet Cup in Mouthe – Transjurassienne | 3. Worldloppet Cup in Mouthe – Transjurassienne |
| ----------------------------------------------- | ----------------------------------------------- | ----------------------------------------------- | ----------------------------------------------- | ----------------------------------------------- |
| Datum                                           | Disziplin                                       | Erster Platz                                    | Zweiter Platz                                   | Dritter Platz                                   |
| 11. Februar 2018                                | 68 km Freistil                                  | Ivan Perrillat Boiteux                          | Gérard Agnellet                                 | Anders Gløersen                                 |

| 4. Worldloppet Cup in Otepää – Tartu Maraton | 4. Worldloppet Cup in Otepää – Tartu Maraton | 4. Worldloppet Cup in Otepää – Tartu Maraton | 4. Worldloppet Cup in Otepää – Tartu Maraton | 4. Worldloppet Cup in Otepää – Tartu Maraton |
| -------------------------------------------- | -------------------------------------------- | -------------------------------------------- | -------------------------------------------- | -------------------------------------------- |
| Datum                                        | Disziplin                                    | Erster Platz                                 | Zweiter Platz                                | Dritter Platz                                |
| 18. Februar 2018                             | 63 km klassisch                              | Antoine Auger                                | Gérard Agnellet                              | Ivan Perrillat Boiteux                       |

| 5. Worldloppet Cup in Hayward – American Birkebeiner | 5. Worldloppet Cup in Hayward – American Birkebeiner | 5. Worldloppet Cup in Hayward – American Birkebeiner | 5. Worldloppet Cup in Hayward – American Birkebeiner | 5. Worldloppet Cup in Hayward – American Birkebeiner |
| ---------------------------------------------------- | ---------------------------------------------------- | ---------------------------------------------------- | ---------------------------------------------------- | ---------------------------------------------------- |
| Datum                                                | Disziplin                                            | Erster Platz                                         | Zweiter Platz                                        | Dritter Platz                                        |
| 24. Februar 2018                                     | 50 km Freistil                                       | Anders Gløersen                                      | Ivan Perrillat Boiteux                               | Kyle Bratrud                                         |

| 6. Worldloppet Cup in Rybinsk – Demino Ski Marathon | 6. Worldloppet Cup in Rybinsk – Demino Ski Marathon | 6. Worldloppet Cup in Rybinsk – Demino Ski Marathon | 6. Worldloppet Cup in Rybinsk – Demino Ski Marathon | 6. Worldloppet Cup in Rybinsk – Demino Ski Marathon |
| --------------------------------------------------- | --------------------------------------------------- | --------------------------------------------------- | --------------------------------------------------- | --------------------------------------------------- |
| Datum                                               | Disziplin                                           | Erster Platz                                        | Zweiter Platz                                       | Dritter Platz                                       |
| 3. März 2018                                        | 50 km Freistil                                      | Andrei Melnitschenko                                | Nikolai Chochrjakow                                 | Jewgeni Dementjew                                   |

| 7. Worldloppet Cup von Maloja nach S-chanf – Engadin Skimarathon | 7. Worldloppet Cup von Maloja nach S-chanf – Engadin Skimarathon | 7. Worldloppet Cup von Maloja nach S-chanf – Engadin Skimarathon | 7. Worldloppet Cup von Maloja nach S-chanf – Engadin Skimarathon | 7. Worldloppet Cup von Maloja nach S-chanf – Engadin Skimarathon |
| ---------------------------------------------------------------- | ---------------------------------------------------------------- | ---------------------------------------------------------------- | ---------------------------------------------------------------- | ---------------------------------------------------------------- |
| Datum                                                            | Disziplin                                                        | Erster Platz                                                     | Zweiter Platz                                                    | Dritter Platz                                                    |
| 11. März 2018                                                    | 42 km Freistil                                                   | Roman Furger                                                     | Martin Collet                                                    | Louis Schwartz                                                   |

### Gesamtwertung
| Rang | Name                   | Punkte |
| ---- | ---------------------- | ------ |
| 001. | Ivan Perrillat Boiteux | 378    |
| 02.  | Gérard Agnellet        | 353    |
| 03.  | Loïc Guigonnet         | 254    |
| 04.  | Bastien Poirrier       | 220    |
| 05.  | Adrien Mougel          | 216    |
| 06.  | Anders Gløersen        | 202    |
| 07.  | Benoît Chauvet         | 198    |
| 08.  | Thomas Chambellant     | 157    |
| 09.  | Antoine Auger          | 140    |
| 10.  | Tore Bjørseth Berdal   | 100    |

| Rang | Name                   | Punkte |
| ---- | ---------------------- | ------ |
| 11.  | Roman Furger           | 100    |
| 12.  | Andrei Melnitschenko   | 100    |
| 13.  | Linard Kindschi        | 99     |
| 14.  | Jöri Kindschi          | 83     |
| 15.  | Petter Soleng Skinstad | 82     |
| 16.  | Martin Collet          | 80     |
| 17.  | Nikolai Chochrjakow    | 80     |
| 18.  | Mickael Philipot       | 78     |
| 19.  | Sturla Lie             | 67     |
| 20.  | Kyle Bratrud           | 60     |

| Rang | Name              | Punkte |
| ---- | ----------------- | ------ |
| 21.  | Jewgeni Dementjew | 60     |
| 22.  | Riccardo Mich     | 60     |
| 23.  | Louis Schwartz    | 60     |
| 24.  | Nicolas Berthet   | 58     |
| 25.  | Corsin Hösli      | 58     |
| 26.  | Fabio Lechner     | 53     |
| 27.  | Curdin Perl       | 51     |
| 28.  | Renaud Jay        | 50     |
| 29.  | Alexander Legkow  | 50     |
| 30.  | Antoine Agnellet  | 45     |

## Frauen

### Resultate
| 1. Worldloppet Cup in Lienz – Dolomitenlauf | 1. Worldloppet Cup in Lienz – Dolomitenlauf | 1. Worldloppet Cup in Lienz – Dolomitenlauf | 1. Worldloppet Cup in Lienz – Dolomitenlauf | 1. Worldloppet Cup in Lienz – Dolomitenlauf |
| ------------------------------------------- | ------------------------------------------- | ------------------------------------------- | ------------------------------------------- | ------------------------------------------- |
| Datum                                       | Disziplin                                   | Erster Platz                                | Zweiter Platz                               | Dritter Platz                               |
| 21. Januar 2018                             | 60 km Freistil                              | Aurélie Dabudyk                             | Roxane Lacroix                              | Maria Gräfnings                             |

| 2. Worldloppet Cup im Oberammergau – König-Ludwig-Lauf | 2. Worldloppet Cup im Oberammergau – König-Ludwig-Lauf | 2. Worldloppet Cup im Oberammergau – König-Ludwig-Lauf | 2. Worldloppet Cup im Oberammergau – König-Ludwig-Lauf | 2. Worldloppet Cup im Oberammergau – König-Ludwig-Lauf |
| ------------------------------------------------------ | ------------------------------------------------------ | ------------------------------------------------------ | ------------------------------------------------------ | ------------------------------------------------------ |
| Datum                                                  | Disziplin                                              | Erster Platz                                           | Zweiter Platz                                          | Dritter Platz                                          |
| 4. Februar 2018                                        | 50 km klassisch                                        | Aurélie Dabudyk                                        | Maria Gräfnings                                        | Seraina Boner                                          |

| 3. Worldloppet Cup in Mouthe – Transjurassienne | 3. Worldloppet Cup in Mouthe – Transjurassienne | 3. Worldloppet Cup in Mouthe – Transjurassienne | 3. Worldloppet Cup in Mouthe – Transjurassienne | 3. Worldloppet Cup in Mouthe – Transjurassienne |
| ----------------------------------------------- | ----------------------------------------------- | ----------------------------------------------- | ----------------------------------------------- | ----------------------------------------------- |
| Datum                                           | Disziplin                                       | Erster Platz                                    | Zweiter Platz                                   | Dritter Platz                                   |
| 11. Februar 2018                                | 68 km Freistil                                  | Aurélie Dabudyk                                 | Maria Gräfnings                                 | Roxane Lacroix                                  |

| 4. Worldloppet Cup in Otepää – Tartu Maraton | 4. Worldloppet Cup in Otepää – Tartu Maraton | 4. Worldloppet Cup in Otepää – Tartu Maraton | 4. Worldloppet Cup in Otepää – Tartu Maraton | 4. Worldloppet Cup in Otepää – Tartu Maraton |
| -------------------------------------------- | -------------------------------------------- | -------------------------------------------- | -------------------------------------------- | -------------------------------------------- |
| Datum                                        | Disziplin                                    | Erster Platz                                 | Zweiter Platz                                | Dritter Platz                                |
| 18. Februar 2018                             | 63 km klassisch                              | Maria Gräfnings                              | Seraina Boner                                | Aurélie Dabudyk                              |

| 5. Worldloppet Cup in Hayward – American Birkebeiner | 5. Worldloppet Cup in Hayward – American Birkebeiner | 5. Worldloppet Cup in Hayward – American Birkebeiner | 5. Worldloppet Cup in Hayward – American Birkebeiner | 5. Worldloppet Cup in Hayward – American Birkebeiner |
| ---------------------------------------------------- | ---------------------------------------------------- | ---------------------------------------------------- | ---------------------------------------------------- | ---------------------------------------------------- |
| Datum                                                | Disziplin                                            | Erster Platz                                         | Zweiter Platz                                        | Dritter Platz                                        |
| 24. Februar 2018                                     | 50 km Freistil                                       | Caitlin Gregg                                        | Maria Gräfnings                                      | Chelsea Holmes                                       |

| 6. Worldloppet Cup in Rybinsk – Demino Ski Marathon | 6. Worldloppet Cup in Rybinsk – Demino Ski Marathon | 6. Worldloppet Cup in Rybinsk – Demino Ski Marathon | 6. Worldloppet Cup in Rybinsk – Demino Ski Marathon | 6. Worldloppet Cup in Rybinsk – Demino Ski Marathon |
| --------------------------------------------------- | --------------------------------------------------- | --------------------------------------------------- | --------------------------------------------------- | --------------------------------------------------- |
| Datum                                               | Disziplin                                           | Erster Platz                                        | Zweiter Platz                                       | Dritter Platz                                       |
| 3. März 2018                                        | 50 km Freistil                                      | Swetlana Nikolajewa                                 | Olga Rotschewa                                      | Ekaterina Yadovina                                  |

| 7. Worldloppet Cup von Maloja nach S-chanf – Engadin Skimarathon | 7. Worldloppet Cup von Maloja nach S-chanf – Engadin Skimarathon | 7. Worldloppet Cup von Maloja nach S-chanf – Engadin Skimarathon | 7. Worldloppet Cup von Maloja nach S-chanf – Engadin Skimarathon | 7. Worldloppet Cup von Maloja nach S-chanf – Engadin Skimarathon |
| ---------------------------------------------------------------- | ---------------------------------------------------------------- | ---------------------------------------------------------------- | ---------------------------------------------------------------- | ---------------------------------------------------------------- |
| Datum                                                            | Disziplin                                                        | Erster Platz                                                     | Zweiter Platz                                                    | Dritter Platz                                                    |
| 11. März 2018                                                    | 42 km Freistil                                                   | Nadine Fähndrich                                                 | Rahel Imoberdorf                                                 | Chelsea Holmes                                                   |

### Gesamtwertung
| Rang | Name             | Punkte |
| ---- | ---------------- | ------ |
| 01.  | Aurélie Dabudyk  | 486    |
| 02.  | Maria Gräfnings  | 486    |
| 03.  | Rahel Imoberdorf | 230    |
| 04.  | Seraina Boner    | 140    |
| 05.  | Roxana Lacroix   | 140    |
| 06.  | Nicole Donzallaz | 139    |
| 07.  | Chelsea Holmes   | 120    |

| Rang | Name                | Punkte |
| ---- | ------------------- | ------ |
| 08.  | Klára Moravcová     | 115    |
| 09.  | Nadine Fähndrich    | 100    |
| 10.  | Caitlin Gregg       | 100    |
| 11.  | Swetlana Nikolajewa | 100    |
| 12.  | Olga Rotschewa      | 80     |
| 13.  | Erika Flowers       | 64     |
| 14.  | Ekaterina Yadovina  | 60     |

| Rang | Name                    | Punkte |
| ---- | ----------------------- | ------ |
| 15.  | Marina Tschernoussowa   | 50     |
| 16.  | Heidi Widmer            | 46     |
| 17.  | Alicia Choron           | 45     |
| 17.  | Anja Gruber             | 45     |
| 17.  | Marie Kromer            | 45     |
| 17.  | Aljona Perewostschikowa | 45     |
| 17.  | Monique Siegel          | 45     |